# Gouda français
Le Gouda français est un fromage français, produit dans la région du Nord-Pas-de-Calais, originaire de la  Flandre.   

## Fabrication
Le Gouda français est un fromage à base de lait de vache pasteurisé avec une pâte pressée non cuite.
Forme
- Le gouda a une forme ronde, une boule aplatie aux bords arrondis et est très épais, 5 à 6 cm de hauteur.

Masse 
- C'est un fromage qui a une faible teneur en matière grasse, de 30 à 40 %.
- Le temps d'affinage en cave sèche peut durer de 4 à 6 semaines[2] .

### Vins conseillés
- vins rouges[2]  du Beaujolais ou du Maconnais, ou un Côte de Blaye.
- vins de[3] Saint estèphe,  Chinon, Coteaux du Tricastin.
- vin[4] rouge léger, rouge fruité, blanc sec léger, blanc sec fruité.

### Saisons conseillées
C'est un fromage industriel, il peut donc être consommé toute l'année.